# Georg Gottlob Richter
Georg Gottlob Richter (né le 4 février 1694 – mort le 28 mai 1773) est un professeur de médecine, philosophie et philologie saxon. Il a dirigé la première chaire de médecine de l'université de Göttingen.

## Biographie
En 1718, Richter passe un an à Leyde pour y suivre les cours d'Herman Boerhaave. Par la suite, en 1720, il obtient un MD sous la direction de Johann Ludwig Hannemann à l'université Christian Albrecht de Kiel.

## Œuvres
- Lebensordnung für Gesunde und Kranke. Pfähler, Heidelberg 1786 Version numérique par la bibliothèque universitaire et d'État de Düsseldorf